# آژیر خطر ۲
فربیدن سایرن ۲ (به انگلیسی: Forbidden Siren 2) شناخته شده در ژاپن با عنوان سایرن ۲، یک بازی ویدئویی ترسناک در سبک ترس و بقا و مخفی‌کاری است که توسط پروژه سایرن توسعه یافته شده و به وسیلهٔ سونی کامپیوتر انترتینمنت در سال ۲۰۰۶ برای کنسول پلی‌استیشن ۲ منتشر شده‌است. فربیدن سایرن ۲ به عنوان دومین قسمت در مجموعه بازی‌های سایرن به‌شمار می‌رود که دنباله‌ای بر بازی سایرن در سال ۲۰۰۳ محسوب می‌شود.

## گیم پلی
گیم پلی بازی مانند گذشته اما با بهبود بخشی‌های زیادی همراه است، برای مثال شخصیت‌ها در هنگام خم شدن حرکت می‌کنند، یک هشدار حدودی به بازیکن هنگامی شیبیتو در نزدیکی‌اش باشد، یک سیستم اشاره‌کننده برای انجام مأموریت‌ها، وجود داشتن سه نوع تعیین سطح دشواری مراحل بازی، نمای اختیاری دوربین اول شخص، دستورهای تعاملی دارای حساسیت بیشتری هستند به‌طوری‌که با یک بار دستور دادن اقدام می‌کند، برای استفادهٔ رایج به درون بازی آورده شده‌اند که باعث کند پیش رفتن بازی نشوند. آیتم‌ها یا اشیاهای مهم بعد از شروع دوباره در موجودی شخصیت باقی خواهد ماند.
سیستم «افزایش دید» (Sighjack) بهبود یافته‌است، به‌طوری‌که به‌طور خودکار در هنگام افزایش دید، نزدیک‌ترین دشمنان را محل یابی می‌کند. همچنین در بازی ویژگی‌های خاصی برای چند شخصیت ثبت شده‌است، مانند توانایی شو میکامی (Shu Mikami) که در هنگام افزایش دید در کنار نابینایی‌اش می‌تواند حرکت کند، توانایی ایکوکو کیفونه (Ikuko Kifune) که از طریق افزایش دید می‌تواند دشمنان را کنترل کند و توانایی آکیکو کیوتا (Akiko Kiyota) که در مناطی خاص حالت‌هایی روحی را آشکار می‌کند.
برخلاف گذشته که اساس بازی در تاکتیک مخفی‌کاری بود، اکنون بازیکن می‌تواند بین مخفی‌کاری و اکشن یکی را انتخاب کند. در سیستم جدید مبارزه‌ای حمله‌هایی با سه ضرب معرفی شده‌است. شخصیت‌ها بدون سلاح قادر به حمله هستند گرچه بسیار ضعیف و فقط جهت فرار کردن مؤثر هستند. همچنین شخصیت‌ها از سلاح‌ها می‌توانند برای ضربه زدن استفاده کنند. سلاح‌هایی بسیاری برای هر شخصیت وجود دارند که بعضی از آن‌ها بهبود یافته‌اند.
شیبیتوها اندکی سریع‌تر، خشن‌تر و باهوش‌تر از قبل شده‌اند. با این حال هنوز اختلال ایجاد کردن در عادت همیشگی آن‌ها راحت است. اگر یکی از آن‌ها شکست بخورد هنگامی که یک شیریو (屍霊, shiryō) که همان روح جسد است دوباره وارد بدنش شود مجدد شیبیتو زنده می‌شود. بازیکن می‌تواند با از بین بردن شیرویی که باعث زنده شدن شیبیتو می‌شود از طریق اسلحه یا نور چراغ قوه از احیاء شدن شیبیتو جلوگیری کند.
در بازی نوع جدید از دشمن با نام یامی بیتو (闇人, yamibito) که مردمان تاریکی هم نامیده می‌شود معرفی شده‌است که از شیبیتوها فعال‌تر، خشن‌تر و باهوش‌تر هستند و اساساً مانند شیبیتوها رفتار می‌کنند. آن‌ها همچنین با نور دفع می‌شوند، طوری‌که با متمرکز کردن نور چراغ قوه بر روی آن‌ها یا با روشن کردن چراغ اتاق ضعیف می‌شوند. مانند یک شیبیتو، یامی بیتو هم شکست می‌خورد، اما هنگامی که یک یامی یری (闇霊, yamirei) یا همان روح مرمان تاریکی وارد بدنش شود دوباره احیا می‌شود. از بین بردن یامی یری (که توانایی تحمل نور را ندارند) مدت نامحدودی یامی بیتو را از هوش می‌برد. با این حال به سبب هوش بهبود یافته و قدرتشان، نمی‌توان باعث حواس پرتی یامی بیتوها شد و آن‌ها در مبارزات بسیار مشکل سازتر از شیبیتوها هستند.
فهرست آرشیو مطالب نسبت به نسخهٔ قبل بازی توسعه پیدا کرده به‌طوری‌که شامل فایل‌های صوتی و تصویری و دیگر اطلاعات اضافی است.
هنگامی که یک سناریو برای اولین بار تکمیل شود، می‌توان آن را در حالت رکوردگیری نیز بازی کرد که بازیکن را برای اتمام سناریو در مدت زمان خاصی به چالش می‌کشد. امتیازات اضافی که با توجه به عملکرد بازیکن است باعث آزاد شدن یک صحنهٔ سینمایی می‌شود که با هربار تکمیل کردن موفقیت‌آمیز حالت رکوردگیری صورت می‌گیرد.

## داستان
بازی داستان چندین شخصیت را شرح می‌دهد که در جزیرهٔ یامیجیما (Yamijima) گرفتار می‌شوند، جزیره‌ای که در اطراف قارهٔ ژاپن است. در ۳ اوت سال ۱۹۷۶، یک کابل برق که در زیر آب قرار دارد بریده می‌شود و برق تمام جزیره قطع می‌شود و در هنگام تاریکی تمامی ساکنان جزیره ناپدید می‌شوند و جزیره به یک متروکه تبدیل می‌شود. ۲۵ سال بعد، در سال ۲۰۰۵ سردبیر یک مجله با نام مأمورو ایتسوکی (Mamoru Itsuki) برای یک مقاله طی تحقیقی به دیدن جزیره فرستاده می‌شود و هنگامی که او و تیم کوچکش و دیگر مسافران در کشتی‌اند بر اثر یک سیلاب دریایی قرمز رنگ کشتی آن‌ها واژگون می‌شود. اندکی بعد از این اتفاق گروهی از چندین سرباز به علت مشکل در موتور هلیکوپترشان در جزیره سقوط می‌کنند. آن‌ها به هر روشی که ممکن است باید برای بقا از دست هیولاهایی به اسم «شیبیتو» تلاش کنند.
بازی از بعد چندین شخصیت که هر یک با نقاط قوت و ضعف خود، طی یک جدول زمانی که باهم تداخل دارد در یک شب شوم و مهیب که در زمان حال و گذشته متغیر است به نمایش در می‌آید. داستان می‌تواند به شیوه‌های متنوعی یا در بسیاری از موارد به دو یا چندین روش در یک مرحله شرح داده شود که اهداف در این مراحل تا حدودی با هدف مرحلهٔ اصلی متفاوت باشند. اگر بازیکن تمام مراحل اختیاری را بازی کند ممکن است داستان و شخصیت‌ها نسبت به قبل بیشتر توسعه پیدا می‌کنند.

## شخصیت‌ها
- مامورو ایتسوکی (一樹 守 Itsuki Mamoru؟)

او یک روزنامه‌نگار برای مجلهٔ علمی معمایی "اتلانتیس" (Atlantis) است. مأمورو طی جمع‌آوری اطلاعات برای یک مقاله به جزیره یامیجیما سفر می‌کند در حالی که کشتی‌اش بخاطر یک سیلاب عظیم قرمز رنگ به شدت واژگون می‌شود. او به تنهایی در اطراف جزیره قدم می‌زند و به بزودی با یوری کیشیدا (Yuri Kishida) رو به رو می‌شود که فریبش را می‌خورد و به او برای بازکردن هفت در عالم اموات کمک می‌کند که باعث آزاد شدن یامیبیتوها (yamibito) می‌شود. او با ایکوکو ایفونه از عالم اموات رهایی می‌یابد ولی بعد از آن تنها می‌شود. او با متوقف کردن یامی بیتوها به دنبال راهی صحیح برای جبران اشتباهش است. او تصمیم به از بین بردن سونئو (Tsuneo) و توموئه اهتا (Tomoe Ohta) با شاخه‌هایشان با نام مکوجو (Mekkoju) گرفت. در قلهٔ برج عنکبوتی او به چنگ "مادر" (Mother) می‌افتد و با کمک آکیکو و ایکوکو و بقایای اناکی (Annaki) او را شکست و از جهان واقعی محو می‌کند. او اولین بازماندهٔ واقعی بازی است.
- ایکوکو ایفونه (木船 郁子 Kifune Ikuko؟)

او کارگر اسکله و زیست‌شناس دریایی است که با توانایی روحی که دارد می‌تواند از طریق "افزایش دید" دیگران را کنترل کند. به سبب داشتن این توانایی او از دوران مدرسهٔ خود از تنه زدن دیگران بخاطر «متفاوت» بودنش خاطرات دردناکی دارد. او همچنین یک خواهر دوقلو به نام ریوکو تاگاوا (Ryuko Tagawa) که با یکدیگر رابطهٔ سردی دارند و یک دختری با نام نوریکو کیفونه (Noriko Kifune) دارد. او در ابتدای بازی درون کشتی است که ناگهان کشتی واژگون و به‌طور طبیعی به جزیره کشیده می‌شود. او مأمورو ایتسوکی را از عالم اموات نجات می‌دهد و هفت دروازهٔ آن را نابود می‌کند که باعث می‌شود یامی بیتوهای بیشتری آزاد نشوند. او بعد از ان از مأمورو جدا می‌شود و تنهایی را ترجیح می‌دهد. او روح شیگرو فوجیتا (Shigeru Fujita) را آزاد می‌کند و در برج عنکبوتی به مأمورو می‌پیوندد و با همکاری با او «مادر» را شکست می‌دهد و موفق به بازگشتن به دنیای واقعی می‌شوند. او دومین بازماندهٔ واقعی بازی است.
- یوریتو ناگای (永井 頼人 Nagai Yorito؟)

او یک سرجوخه در نیروی پدافند زمینی ژاپن است که با تاککی میساوا (Takeaki Misawa) و هیروشی اوکیتا (Hiroshi Okita) به دلیل خراب شدن هلیکوپترشان به جزیره یامیجیما سقوط می‌کنند و پس از سقوط فوراً کشته و به عنوان شیبیتو زنده می‌شوند. فاقد از تجربهٔ جنگ، یوریتو همراه تاککی است تا هنگامی که آژیر (سایرن) به صدا در می‌آید. بعدها که او با تاککی رو به رو می‌شود، او را که از لحاظ روحی مشوش بود در حال تحدید ایچیکو یاگورا (Ichiko Yagura) به کشتن می‌بیند و او را برای نجات دادن ایچیکو می‌کشد اما تلاشش نتیجهٔ معکوس داد و ایچیکو که تسخیر شده بود به او حمله می‌کند. او سرانجام برای بالا رفتن از برج عنکبوتی به مأمورو ملحق می‌شود اما از مسیر منحرف شده و با تاککی میساوا و هیروشی اوکیتا که به یامی بیتو تبدیل شده بودند و اتوشیگو (Otoshigo) مواجه می‌شود. هنگامی که موج قرمز به جزر و مد در می‌آید او به منطقه‌ای که سراسر از یامی بیتو است می‌افتد که آن‌ها مانند انسان‌های عادی رفتار می‌کنند و قادر به تشخیص واقعی یا خیالی بودن آن نیست و به همین دلیل دیوانه می‌شود و مانند یک انسان سرخوش شروع به کشتن آن‌ها می‌کند.
- تاککی میساوا (三沢 岳明 Misawa Takeaki؟)

او در پست یاور در نیروی پدافند زمینی ژاپن است و طی سقوط هلیکوپترشان با دوستانش یوریتو ناگای و هیروشی اوکیتا به جزیره می‌افتند. با وجود رفتار زیرکانه‌ای که دارد اما به‌طور دائم درگیر خاطرات وحشتناکی از نجات دادن هارومی یامودا طی یک عملیات است که تنها بازماندهٔ روستای هانودا در نسخهٔ اول بازی است. همچنانکه وقایع بازی آشکار می‌شوند او به تدریج دچار روان پریشی و میل به آدمکشی اش بیشتر می‌شود و حتی از داروهای توهم زا استفاده می‌کند. این وضعیت او در یک رویارویی با ایچیکو به اوج می‌رسد و به دلیل اینکه مشکوک به نظر می‌آید تاککی او را تهدید به قتل می‌کند. اما یوریتو ناگای به برای نجات دادن اچیکو به او شلیک می‌کند و می‌میرد. به هر حال او به عنوان یک کو-یامی بیتو زنده می‌شود و بعد از ان توسط ناگای نابود می‌شود.
- اکیکو کیوتا (喜代田 章子 Kiyota Akiko؟)

او یک روشن بین است که می‌تواند از طریق «افزایش دید» گذشتهٔ دیگران را ببیند. او توسط سوجی ابه (Soji Abe) که در تلاش برای اثبات بی گناهی خود است دزدیده می‌شود و کیوتا از روی میل خود با او به جزیرهٔ یامیجیما می‌رود زیرا آن‌ها احساس می‌کنند که می‌توانند در آنجا جواب سؤال هایشان را پیدا کنند. او یکی از تنها دو نفری است که می‌تواند «مادر» را در چهرهٔ واقعی خود ببیند. بعد از آنکه دروازهٔ عالم اموات باز می‌شود، او از طریق روح شو میکامی برای آزادی روح پدرش از طریق کشتن یامی بیتوی او و خنجر زدن به او با شاخهٔ مقدس درخت مکوجو (Mekkoju) اقدام می‌کند. بعد از این اقدام او آخرین فلش بک (بازگشت به عقب) را دریافت می‌کند و متوجه می‌شود که خود تجلی از «مادر» بوده درست مانند شو میکامی که در ۲۹ سال قبل بود. این دلیل باعث می‌شود که او تبدیل به کن آی (Kanae) شود. او با کنترل روانی «مادر» مبارزه می‌کند و با فروکردن بقایای آناکی (Annaki) در شکم خود، خودکشی می‌کند. این کار او باغث ضعیف شدن «مادر» می‌شود و به ایکوکو و ایتسوکی این امکان را می‌دهد که هیولا را شکست دهند. او در زندگی پس از مرگش به شو میکامی می‌پیوندد، جایی که می‌توانند برای همیشه با یکدیگر باشند.
- سوجی آبه (阿部 倉司 Abe Sōji؟)

او کارگر ساختمانی و هم اتاقی ریکو تاگاوا (Ryuko Tagawa)است زنی که قبل از وقایع بازی به علت ضرب و شتم به قتل رسیده‌است. سوجی بلافاصله مظنون به قتل او است و در پی ان اکیکوی روشن بین را که شاید بتواند بی گناهی اش را ثابت کند می‌دزدد. او در کشتی همراه اکیکو بود که به دلیل واژگون شدن کشتی به جزیره رسیدند. او به مدت کوتاهی اکیکو را گم می‌کند و بعد از با شو دیدار می‌کند و با یکدیگر به عالم اموات می‌روند. بعد از آنکه شو سگش سوکاسا (Tsukasa) را گم کرد او شو را به عالم اموات راهنمایی کرد. بعدها به کمک اکیکو برای آزاد کردن روح ریوهی میکامی (Ryuhei Mikami)می‌رود، به سوکاسا (سگ با وفا و راهنمای شو میکامی) می‌پیوندد. او و سوکاسا بعد از نابودی «مادر» زنده خواهند ماند و سوجی به این حقیقت پی می‌برد که ریکو تاگاوا هرگز وجود نداشته‌است. او سومین بازماندهٔ واقعی بازی است.
- شیگرو فوجیتا (藤田 茂 Fujita Shigeru؟)

او یک افسر پلیس بدشانس است که قبل از اینکه به خشکی برود و تشکیل خانواده بدهد در جزیره یامیجیما بزرگ شده‌است. قبل از وقایع بازی، در سال ۱۹۸۶ درخواست می‌کند برای بررسی شایعهٔ زنی که دیده شده در حال ویرانی جزیره است به زادگاهش بازگردد. او در هنگام سیلاب دریایی قرمز رنگ در جزیره است و گرفتار وقایع بازی می‌شود. او ایچیکو را از چنگ گروهی از شیبیتوها در کشتی برایت-وین (Bright Win) نجات می‌دهد و تا هنگامی که آژیر (سایرن) به صدا در می‌آید با اوست. بعدها ایچیکو که روحش تسخیر شده بود با چاقو زدن به شیگرو او را به قتل می‌رساند که بعد از ان به عنوان یک شیبیتو زنده می‌شود. سرانجام او به یک یامی بیتو تبدیل می‌شود و ایکوکو کیفونه او را به وسیلهٔ مکوجو نابود می‌کند که باعث آزادی روحش می‌شود.
- ایچیکو یاگورا (矢倉 市子 Yagura Ichiko؟)

او یک دختر دانش آموز ۱۴ ساله است که در مدرسه راهنمایی دولتی کامیشینو (Kameishino) حضور دارد. در سال ۱۹۸۶ او در کشتی با دوستانش در تیم تنیس مدرسه است که در ان هنگام جسد یوری کیشیدا (Yuri Kishida) در اقیانوس پیدا می‌کنند و ان را از اب بیرون کشیده و به درون کشتی می‌آورند. سپس کشتی در سونامی عجیبی گم می‌شود که دلیلش یوری است. در طول طوفان ایچیکو به درون دریا می‌افتد و غرق می‌شود، تنها برای اینکه بدنش توسط اتوشیگو (پدر شیریو و همسر "مادر") میزبانی شود. او در انبار کشتی هوشیاری خود را به دست می‌آورد، هنگامی که وقایع بازی شروع می‌شود و او از چنگ یک شیبیتوی ول گرد توسط شیگرو فوجیتا رهایی می‌یابد. هنگام به صدا درآمدن آژیر (سایرن)، او کاملاً توسط اتوشیگو تسخیر شده و فوجیتا را با چاقو به قتل می‌رساند. بعد از ان او درک و حس خود را به دست می‌آورد و از آنچه که انجام داده بسیار ناراحت و متعجب است. ایچیکو در اطراف جزیره پریشان در حال قدم زدن است که با تاککی میساوا مواجه می‌شود که ایچیکو را را تهدید به کشتن می‌کند. او توسط ناگای نجات پیدا می‌کند اما بعد از ان بلافاصله دیوانه و کاملاً تسخیر می‌شود و بعد از آخرین تحولش به اتوشیگو توسط ناگای نابود می‌شود.
- شو میکامی (三上 脩 Mikami Shū؟)

او یک رمان‌نویس موفق است که که بیشتر برای رمان معروفش با نام «اشک زن ماهی» شهرت دارد که در نوشتن رمان از داستان‌هایی که در زمان کودکی اش پدرش برای او گفته الهام گرفته‌است. او در جزیره متولد و توسط پدرش ریوهی میکامی بزرگ شده‌است. در هنگام کودکی او در کنار ساحل با یک زن با نام کن آی شنا شد که کن آی تحلیل و جذب زمین شد. کن آی با خانوادهٔ میکامی صمیمی بود و شو به او خیلی نزدیک بود. او بعد از آنکه پدر به قتل رسیدهٔ خود را می‌بیند با کن آی برای فرار از جزیره تلاش می‌کند زیرا گرفتار عده‌ای از روستاییان بودند که قصدشان کشتن «زن جادوگر» بود. آن‌ها در حال تلاش برای فرار به درون دریا می‌افتند و شو توسط یک قایق که بر روی اب بود موفق به زنده ماندن می‌شود. به هر حال این کار آسیب روحی و روانی به شو می‌زند و باعث می‌شود که او بینایی و حافظه اش را از دست بدهد.
سال‌ها بعد او با سگ راهنمایش سوکاسا به جزیره یامیجیما بازمی‌گردد و می‌تواند حافظه اش را به یاد بیاورد. در شروع بازی او نیز در کشتی است و برای پیدا کردن خودش به خانهٔ قدیمی خود جایی که پدرش به قتل رسیده بازمی‌گردد. او از سوکاسا جدا می‌شود اما به سوجی آبه می‌پیوندد و با یکدیگر به عالم اموات می‌روند. در آنجا او «مادر» را به مانند کن آی می‌بیند و او را سفت در آغوش می‌گیرد و برای همیشه مفقود می‌شود. بعد از ان روحش به عنوان یک شبح برای درخواست کردن از سوجی و آکیکو برای آزادی روح پدرش و واگذار کردن سوکاسا به سوجی بازمی‌گردد. او در زندگی پس از مرگ به کن آی که خود او هم با بقایای آناکی خودکشی کرده بود می‌پیوندد.
- کن آی (加奈江 Kanae؟)

یک تجلی از «مادر» است که برای بازکردن هفت دروازه و عالم اموات و آزاد کردن یامی بیتو فرستاده می‌شود. او اولین بار در سال ۱۹۷۶ هنگامی که او در ساحل دریا تحلیل رفته ظاهر می‌شود و توسط شو میکامی خردسال پیدا می‌شود. او به عنوان یک عضو صمیمی خانواده میکامی پذیرفته شده و برای تحقق هدفش شو را به بازکردن دروازه برایش تشویق و او را بازیچه قرار می‌دهد. به همین دلیل با کشتن پدرش ریوهی میکامی می‌خواهد کنترل کامل او را بدست بگیرد اما سونئو اوهتا (Tsuneo Ohta) این اقدام او را می‌بیند. او درکش را بدست میاورد و به‌طور متوالی از چنگ روستاییان در حال فرار است و برای رهایی به جایی امن با شو تلاش می‌کند. او سرانجام در کنار برج فانوس دریایی گیر می‌افتد اما ناگهان به درون دریا سقوط می‌کند. «مادر» از مداخلهٔ روستاییان و شکست کن آی بسیار خشمگین می‌شود و برای محو کردن یامیجیما سیلاب عظیمی را می‌فرستد و این عمل باعث تا خوردن حقیقت (هستی) می‌شود.
بعدها اکیکو کیوتا که یکی دیگر تجلی‌های «مادر» است، سرانجام پیشی می‌گیرد و از طریق یک قدرت روانی خدایی وارد بدن کن آی می‌شود. به این حال اکیکو از طریق این کنترل و به وسیلهٔ بقایای آناکی خودکشی می‌کند که به اندازهٔ کافی باعث ضعیف شدن «مادر» که مأمورو و ایکوکو سعی در شکست دادن او دارند می‌شود. کن آی در زندگی پس از مرگ به شو می‌پیوندد، جایی که در ان همیشه می‌توانند با یکدیگر باشند.
- سونئو اوهتا (太田 常雄 Ōta Tsuneo؟)

او رئیس ماهیگیران جزیرهٔ یامیجیما و همچنین محافظ مراسم سوگند یاد جزیرهٔ نفرین شدهٔ آمیموتو (Amimoto) است و با دخترش توموئه (Tomoe) زندگی می‌کند. در سال ۱۹۷۶ او از تحلیل شدن کن آی در ساحل جزیره خبردار شد و بخاطر شایعات و اعتقادات خود او را یک جادوگر زن خواند. در یک شب شوم او به دیگر ماهیگیران دستور داد که مراقب کن آی باشند. او و دیگر شاهدان کن آی را با چاقویی آغشته به خون در کنار جسد خونین ریوهی میکمی دیدند. سپس او و دیگر پیروانش (همچنین دخترش)، کن آی و شو را تا برج فانوس دریایی دنبال کردند اما یک زمین لرزه باعث شد که به درون دریا سقوط کنند. سونئو و دستیارانش گمان می‌کردند که همه چیز تمام شده که ناگهان یک سونامی عظیم قرمز رنگ همهٔ آن‌ها را غرق کرد و باعث تا خوردن زمان شد.
به دلیل تا خوردن زمان او با شیگرو فوجیتا و ایچیکو مواجه می‌شود. سونئو بهوش می‌آید اما بلافاصله می‌میرد و به شیبیتو تبدیل می‌شود و ایچیکو و فوجیتا را دنبال می‌کند. بعد از ان او به کو-یامی بیتو تبدیل می‌شود و مأمورو ایتسوکی به وسیلهٔ شاخهٔ مکوجو او را نابود می‌کند.
- توموئه اوهتا (太田 ともえ Ōta Tomoe؟)

او دختر سونئو اوهتا است و مشتاق دیدن خشکی (قاره) است. او در تعقیب کردن کن آی کمک می‌کند و هنگامی که زمان تا می‌خورد یوری را با کن آی اشتباه می‌گیرد. او بعد از سونامی گیج و در اطراف جزیره سرگردان است و زیورالات موی سرش را که هدیه‌ای گرانبها و ارزشمند از طرف پدرش بود گم کرده‌است. بعد از آنکه با یک شیبیتو ی وحشتناک و دلهره اور مواجه می‌شود فرار می‌کند و از شدت ترس از لبهٔ یک پل به پایین سقوط کرده و می‌میرد. او به عنوان یک شیبیتو زنده می‌شود و سرانجام به یک اوتسو-یامی بیتو تبدیل می‌شود که بارها مشکل ساز و در نهایت توسط مأمورو نابود می‌شود.
- ریوکو تاگاوا (多河 柳子 Tagawa Ryūko؟)

او خواهر دوقلوی ایکوکو کیفونه و یکی دیگر از تجلی‌های «مادر» است. او به عنوان یک انسان معمولی در توکیو زندگی می‌کند و به طریقی هدف خود را فراموش کرده‌است و از نام خانوادگی مدیر رستورانی که در آن کار می‌کند استفاده می‌کند. کمی بعد او سوجی آبه را می‌بیند و یوری کیشیدا از راه می‌رسد و به سوجی توضیح می‌دهد که باید ریوکو را برای «مادر» به قتل برساند. بعد از ان سوجی را برای به قتل رساندن ریوکو سرزنش می‌کند و او را مجبور به فرار بااکیکو کیوتا به جزیره یامیجیما می‌کند.
- یوری کیشیدا (岸田 百合 Kishida Yuri؟)

یوری در واقع شخص واقعی است که متأسفانه شانس حضور به عنوان یک تجلی «مادر» را دارد و ان را می‌دزدد و هویتش را به خود گرفته‌است. یوری برای کنترل کردن مأمورو و بازکردن هفت دروازهٔ عالم اموات به جزیره یامیجیما سفر می‌کند. هنگامی که او موفق می‌شود او چهرهٔ واقعی خودش را نشان می‌دهد که باعث می‌شود مأمورو دچار شوک و ضربهٔ روحی شود.
- هیروشی اوکیتا (沖田 宏 Okita Hiroshi؟)

اوکیتا در نیروی زمینی است که به محض سقوط به جزیره می‌میرد و یوریتو ناگای که بهترین دوست یوریتو است می‌تواند بر غم و اندوهش غلبه کند اما سریعاً اوکیتا به عنوان یک شیبیتو هشیار و برای کشتن یوریتو و تاککی تلاش می‌کند. اوکیتا بعدها به یک یامی بیتو تبدیل می‌شود که بارها مشکل‌ساز و برای کشتن تاککی و یوریتو تلاش می‌کند. یوریتو سرانجام یک تری‌نیتروتولوئن در دهانش گذاشته و با گفتن کلمهٔ «خداحافظ» آن را منفجر و او را نابود کند.
- ریوهی میکامی (三上 隆平 Mikami Ryūhei؟)

او پدر شو میکامی است که به بعد از مرگ همسرش به جزیره یامیجیما سفر کرده‌است. هنگامی که کن آی از راه می‌رسد به او گفت که شباهت شگفت‌انگیزی با همسرش دارد. او با اندک تجربه‌ای که از اومیتا تاکئوچی (پدر تامون تاکئوچی در نسخهٔ اول) داشت تحقیقاتی دربارهٔ بقایای آناکی انجام می‌داد. او بعداً توسط کن آیِ به ظاهر تسخیر شده به قتل می‌رسد که ظاهراً برای بدست آوردن کنترل کامل شو این کار را کرده‌است. هنگامی که سونئو این اقدام کن آی را می‌بیند ریوه به یک شیبیتو تبدیل شده و سونئو را می‌ترساند. او بعدها به یک کو-یامی بیتو تبدیل می‌شود. قبل از کشف اکیکو کیوتا دربارهٔ خودش و کن آی او او توسط اکیکو به قتل می‌رسد.
- نوریکو کیفونه (木船 倫子 Kifune Noriko؟)

او مادر ایکوکو کیفونه و معشوقهٔ فرضی ایچیرو است. در سال ۱۹۸۶ هنگامی که او ۱۴ سال داشت در کشتی برایت-وین با دوست همیشگی‌اش ایچیکو یاگورا در سفر بود. شایعه بود که او با ایچیرو باردار شده اما هنگامی که بدن یوری در اقیانوس پیدا شد و به کشتی آورده شد سونامی باعث شد که او غرق شود. این هم‌زمان بود با اعتقاداتی اهالی یامیجیما که تمام زنان بارداری که با اب دریای یامیجیما شستشو داده شوند بچهٔ آن‌ها نفرین زده خواهد شد. نوریکو نیز در ساحل جزیره تحلیل و ناپدید شد و به عنوان تنها بازماندهٔ گمشده گزارش داده شد. بعدها که زمان تا خورده ثابت شد و ریوکو هرگز وجود نداشت مرگ او با کشتن ایچیرو توسط نوریکو جایگزین شده‌است.
- سوکاسا از جیلدول (ツカサ・オブ・ジルドール Tsukasa obu Jirudōru؟)

او سگ شو از نژاد ژرمن شپرد است و برای راهنمایی شو در بازی اقدام می‌کند. شو می‌تواند از طریق «افزایش دید» با چشمان او ببیند و راهش را پیدا کند. او بعد از مرگ شو به کمک سوجی آبه می‌رود و با یکدیگر رهایی می‌یابند.
- ایچیرو ناکاجیما (中島 一郎 Nakajima Ichirō؟)

او معشوقهٔ نوریکو کیفونه یا به عبارتی دیگر پدر بچهٔ نفرین شدهٔ نوریکو است. او توسط نوریکو بعد از اینکه ریوکو از صحنهٔ هستی محو می‌شود به قتل می‌رسد.
- کویویا سودا (須田 恭也 Suda Kyōya؟)

او شخصیت اصلی بازی سایرن است. در پایان نسخهٔ اول بازی او در تاریکی ناپدید شد و با شمشیر مقدسش با نام هومورانجای (Homuranagi) شروع به گرفتن انتقامی خونین از شیبیتوها کرد. در پایان این بازی او برای ادامهٔ جهادش در مقابل دشمنان البته این بار در مقابل یامی بیتوها بازگشته است. او همچنان شمشیر درخشان خانوادهٔ کاجیرو و ارین (Uryen) را باخود همراه دارد.
- نیتاکا ایجیفوجی (一藤 二孝 Ichifuji Nitaka؟)

شخصیتی است که در صورت تکمیل‌کردن بازی در سطح مرحلهٔ دشوار آزاد می‌شود. او در جدول زمانی در ستون تاککی میساوا یافت می‌شود. نیتاکا یک سرباز نیروی پدافند زمینی ژاپن است که در هنگام سیلاب دریایی قرمز رنگ متأسفانه شانس تبدیل شدن یه یک شیبیتو را دارد.

## بازتاب‌ها
| گردآورنده  | امتیاز |
| ---------- | ------ |
| گیم‌رنکینگز | ۷۳.۸۶٪ |
| متاکریتیک  | ۷۴/۱۰۰ |

| ناشر     | امتیاز |
| -------- | ------ |
| اج       | ۷/۱۰   |
| یوروگیمر | ۷/۱۰   |
| فامیتسو  | ۳۵/۴۰  |

فربیدن سایرن ۲ در کل امتیازات مناسبی را دریافت کرد که شامل میانگین امتیاز ۷۴٪ در متاکریتیک با ۱۶ نقد و میانگین ۷۳٫۸۶٪ در گیم رنکینگز با ۱۴ نقد است.

## موسیقی متن
موسیقی متن فربیدن سایرن ۲ در ۲۴ ماه سپتامبر سال ۲۰۰۸ در ژاپن عرضه شد.
| Track list |
| --- |
| 1. Sōgū 2. Jissen 3. Yochō 4. Genshi 5. Iwakan 6. Sōshitsu 7. Fukyōwa 8. Daiyaku 9. Gen'ei 10. Saikai 11. Meidō 12. Tōbō 13. Dasshutsu 14. Koei 15. Ifu 16. Kyomu 17. Dakkan 18. Zōo 19. Hōkō 20. Kyōtō 21. Kumon 22. Yamibito 23. Kyōshō 24. Hōkai 25. Kessen 1. Mezame 2. Yamijima e no Sasoi 3. Akai Tsunami 4. Trauma 5. Akai Umi o Tadayou 6. Shiryō no Gun 7. Furueru Nō 8. Kioku no Soko 9. Kumo no Manima ni 10. Misawa Takeaki no Thema 11. Taiko no Ato 12. Hōkō 13. Hato no Dakkan 14. Kagami no Kanata 15. Kumo no Ito 16. Nagai no Ketsui 17. Yagura Ichiko no Thema 18. Kyomu ni Ukabu Kei 19. Ten no Hazama e 20. Akai Umi ni Shizumu 21. Ubawareta Sekai 22. Shūsoku Suru Sekai 23. Ushinawareta Sekai 24. Kōnagihishōka 25. Azteca Queen 26. Space Cold War 27. Happy Birthday |